# Nicola Latorre
Nicola Latorre (Fasano, 14 settembre 1955) è un politico e politologo italiano.
Dal 2013 al 2018 è stato presidente della Commissione difesa del Senato della Repubblica.
Dal 2020 al 2022 è stato direttore generale dell'Agenzia Industrie Difesa.

## Biografia
Laureato alla facoltà di giurisprudenza presso l'Università degli Studi di Bari "Aldo Moro", dal 1981 al 1988 è stato funzionario di banca, con la qualifica di coordinatore responsabile del gruppo di valutazione del merito creditizio. 
Dal 1989 al 1990 e dal 1994 al 1996 è stato responsabile Italia meridionale della Società Cooperativa CEIF come coordinatore della rete commerciale e dell'attività produttiva. 
Dal 2000, sino al 2005, è stato nominato direttore dell'Associazione "Futura". Dal 2018 è senior advisor del Gruppo Angel - settore aeronautica e satelliti, in qualità di vonsigliere per le strategie di sviluppo industriale delle società del gruppo nel settore aereo-spazio. 
Dal 2019 collabora con "Il Messaggero" in qualità di editorialista.
È sposato con Stella Carparelli (già preside dell'istituto Leonardo da Vinci, Fasano), ha due figli.

### Attività politica
Ha ricoperto la carica di assessore prima, e poi sindaco del comune di Fasano.
Comincia la sua militanza politica nel gruppo Unione dei Comunisti Italiani (Marxista-Leninista). Nel 1972 si iscrive alla Federazione Giovanile Comunista Italiana, l'organizzazione giovanile del Partito Comunista Italiano. Nel 1991 aderisce alla svolta della Bolognina del Partito Democratico della Sinistra, per poi confluire nel 1998 nei Democratici di Sinistra alla svolta di Massimo D'Alema, ed infine aderisce al Partito Democratico. 
Dal 1998 al 2000 è capo della segreteria della Presidenza del Consiglio dei ministri, durante il governo guidato da Massimo D'Alema.
Nel 2005 è responsabile per le politiche istituzionali nella segreteria nazionale dei Democratici di Sinistra. Nello stesso anno è, insieme a Massimo D'Alema e Giuliano Amato, uno dei fondatori dell'Associazione Futura.

#### Elezioni a senatore
Alle elezioni suppletive del 2005, viene candidato al Senato della Repubblica nella circoscrizione Puglia, al collegio uninominale di Bari-Bitonto. Sostenuto dalla coalizione di centro-sinistra "L'Ulivo" (in quota DS), viene eletto senatore della XIV Legislatura.
Alle elezioni politiche del 2006 è ricandidato al Senato della Repubblica, in regione Calabria (come capolista) ed in regione Puglia (in seconda posizione), nelle liste dei Democratici di Sinistra (in seconda posizione), venendo rieletto senatore della XV Legislatura in entrambe le regioni ed optando per il seggio in Puglia.
Al Senato della Repubblica è vicepresidente del gruppo parlamentare L'Ulivo.
Alle elezioni politiche del 2008 è nuovamente candidato al Senato della Repubblica con il Partito Democratico, in regione Basilicata (come capolista) ed in regione Puglia (in seconda posizione), venendo nuovamente eletto senatore della XVI Legislatura in entrambe le regioni ed optando, come nel 2006, per il seggio in Puglia.
Nel 2008 è cofondatore di Riformisti e Democratici.
Alle elezioni politiche del 2013 è candidato per la quarta volta al Senato della Repubblica nella circoscrizione Puglia, nelle liste del Partito Democratico (in seconda posizione), venendo nuovamente eletto senatore della XVII Legislatura.
Il 7 maggio 2013 viene eletto presidente della Commissione difesa del Senato della Repubblica.
Nel 2018 non è ricandidato dal PD, e in seguito allo scadere del suo mandato parlamentare, inizia a collaborare con Il Messaggero, di cui diventa editorialista.
Il 6 ottobre 2020 il Consiglio dei ministri, su proposta del ministro della difesa Lorenzo Guerini, ha deliberato la sua nomina come direttore generale dell'Agenzia Industrie Difesa, ente che gestisce le unità industriali della difesa, carica ricoperta fino a Dicembre del 2023.

### Attività accademica
Nel 2016 e nel 2018 è relatore ai master di management politico "La politica estera italiana" e "Cooperazione strutturata in materia di difesa e sicurezza" presso la School of Government Luiss Guido Carli. L'anno dopo, nel 2017,  è relatore al 15th Summer Conference a Toulun, Francia, organizzata dall'European Strategic Intelligence Company CEIS, in collaborazione con i presidenti delle Commissioni Difesa del Parlamento Francese. 
Dal 2017 è docente in politica estera e difesa italiana presso la facoltà di scienze politiche della Luiss Guido Carli.

## Controversie
Nell'estate del 2005 Latorre fu intercettato in una conversazione con Stefano Ricucci mentre questi, assieme alla Unipol di Giovanni Consorte, stava scalando la Banca Nazionale del Lavoro (BNL), bypassando le normali procedure di mercato (OPA). In un'altra occasione D'Alema chiese a Consorte di mettersi d'accordo con Latorre. Latorre fu intercettato mentre organizzava l'incontro a cena a casa sua. 
In una telefonata con Consorte, Latorre si lasciò andare in uno sfogo personale riguardo all'allora segretario del partito Piero Fassino, di cui disse "non capisce un tubo". Per Latorre è stato ipotizzato dal GIP Clementina Forleo il concorso in aggiotaggio nell'ambito della scalata alla BNL organizzata dalla Unipol.
Latorre, intervistato da Repubblica Tv sulla divulgazione delle intercettazioni, commentò: